# Mina Poderosa
La Mina Poderosa es un yacimiento minero español situado dentro del término municipal de El Campillo, en la provincia de Huelva. La explotación ha estado activa en varias ocasiones durante la Antigüedad y la Edad Contemporánea, si bien a día de hoy el yacimiento se encuentra inactivo.

## Historia
Al igual que en otros yacimientos de la Faja pirítica ibérica, hay constancia de que en época romana se realizaron labores mineras en Mina Poderosa. Los estudios contemporáneos de los escoriales romanos de la zona han indicado que la plata fue el metal de mayor producción durante este período.
A finales de la década de 1850 se puso en marcha la explotación de la zona mediante minería interior, situación que se mantuvo hasta la adquisición de la mina por una compañía británica en 1874. A partir de entonces se puso en marcha la explotación a cielo abierto, centrándose esta en el filón San Bernardo. Las instalaciones mineras llegaron a estar enlazadas con el ferrocarril de Buitrón a través de un ramal de vía estrecha, con un ancho de 762 milímetros, construido en 1876. En diciembre de 1906 la británica United Alkali Company adquirió los yacimientos, como también hizo en esas fechas con otras minas de la zona —Castillo de Buitrón o Concepción—. En 1924 se paralizaron los trabajos en Mina Poderosa debido a la caída del precio internacional del cobre.
En 1945 los yacimientos fueron adquiridos por el empresario catalán Joaquín Ribera Barnola, cuya explotación arrendó a la empresa Electrólisis del Cobre. A finales de la década de 1980, tras la quiebra de esta sociedad, los yacimientos pasaron a manos de Río Tinto Minera (RTM). Años después, entre 1997 y 2000, Minas de Río Tinto SAL explotó el gossan depositado en la corta San Bernardo.